# Будущее человеческой природы
Будущее человеческой природы. На пути к либеральной евгенике? (нем. Die Zukunft der menschlichen Natur. Auf dem Weg zu einer liberalen Eugenik?, 2001) — философская работа Ю. Хабермаса, посвящённая вопросам биоэтики.
В книге рассматриваются моральные вопросы, связанные с преимплантационной диагностикой и «исследованием эмбрионов в потребительских целях» (использованием стволовых клеток), а также с применением, в перспективе, генетических технологий для изменения человеческой природы.

## История и состав
Работа состоит из двух частей. В основу открывающего книгу текста «Обоснованная непритязательность» положен доклад, который Хабермас прочитал в Цюрихском университете 9 сентября 2000 года по случаю вручения ему в том же году премии имени д-ра Маргриты Эгнер. Основную часть книги составил текст «На пути к либеральной евгенике?», переработанный из мемориальной лекции в честь Христиана Вольфа, прочитанной Хабермасом 28 июня 2001 года в Марбургском университете.

## Содержание
Часть I. Обоснованная непритязательность.
Существуют ли постметафизические ответы на вопрос о «правильной жизни»?
Веками философия верила в свою способность указать обладающий всеобщей значимостью правильный, образцовый путь благой жизни. Хабермас называет Кьеркегора первым мыслителем, который подошёл к вопросу о правильном образе жизни «с помощью постметафизического понятия „возможность быть самим собой“», когда, по словам Кьеркегора («Или — или»), личность, осознав свою свободу, «располагает собой как некой поставленной перед ней задачей, и при этом вполне может быть, что она сама выбрала себе эту задачу». При этом Кьеркегор, в отличие от своих последователей — экзистенциалистов XX века, остаётся религиозным и не предполагает произвольности личного выбора, находя для него ориентир в вере, в Боге — «абсолютном Другом». Мыслителям XX века, отталкивающимся от лингвистического поворота, Другой уже «представляется скорее транссубъективной, а не абсолютной силой». В целом современная моральная философия, исходя из множественности мировоззрений (плюрализма ценностей), не стремится предписывать некий общий для всех «правильный образ жизни», но ограничивается вопросами справедливости.
В этих условиях встаёт вопрос о возможности такой же непритязательности, то есть «мировоззренческого плюрализма», в вопросах этики вида и моральных оснований регулирования вмешательства в природу человека, которое становится возможным благодаря развитию биологии.
Часть II. На пути к либеральной евгенике?
Борьба за этическое самопонимание человеческого рода
Хабермас рассматривает моральную сторону «негативной» и «позитивной» евгеники (то есть направленной на борьбу с наследственными заболеваниями либо на улучшение человеческой природы). Авторитарной евгенике, подразумевающей централизованное проектирование и контроль, противопоставляется либеральная евгеника, когда «евгенические решения, управляемые интересами выгоды и предпочтениями спроса, стали бы подыгрывать индивидуальному выбору родителей, анархическим желаниям заказчиков и клиентов в целом».
§ 1. Что означает морализация человеческой природы? Рассматривая вопрос о «морализации человеческой природы», то есть о необходимости морального контроля над применением генетических технологий, Хабермас отмечает, что искусственное изменение генетической структуры меняет саму структуру нашего морального опыта, так как смещает границу между тем, чем мы являемся от природы, и тем, что мы свободно решаем и делаем сами.
§ 2. Достоинство человека или достоинство человеческой жизни? Следует различать моральные вопросы о достоинстве человека и достоинстве человеческой жизни, то есть о «праве обладать неподвластным чужому вмешательству генетическим наследием» и о допустимости прерывания беременности.
§ 3. Основания морали с позиции этики вида. Рассматриваемый вопрос затрагивает не только человеческое достоинство и право на жизнь, но и самоидентификацию человека как вида, то есть понимание нами антропологической сущности человека. Применение генетических технологий может повлиять на моральное сознание, ибо «изменятся критерии всего возникающего „естественным образом“, в соответствии с которыми мы осознаем и понимаем себя как единственных авторов собственной жизни и равноправных членов морального сообщества». Знание о запрограммированности своего генома может привести к тому, что мы более не сможем «понимать себя в качестве этически свободных и морально равных, ориентирующихся на нормы и основные принципы существ».
§ 4. Выросшее и сделанное. С развитием генетических технологий смазываются различия между произведенным и возникшим по природе (между объективным и субъективным, между природой и культурой), и соответственно между подходами к ним — технической переработкой материала и «культивирующим, терапевтическим» способом обращения с живым.
§ 5. Запрет на инструментализацию, натальность и возможность быть самим собой. Размывание границы между выросшим и сделанным может проникнуть и в самопонимание личности, ведя к её самоотчуждению, переходу «от перформативной установки воспринимающей себя в первом лице личности по отношению к проживаемой жизни к перспективе стороннего наблюдателя, в рамках которой собственное тело человека с самого рождения воспринимается им как объект вмешательства со стороны». Эту проблему Хабермас рассматривает в связи с кантовским категорическим императивом (в «целевой» формулировке, требующей относиться к каждому человеку как к цели и никогда — только как к средству) и понятием натальности Ханны Арендт.
§ 6. Моральные границы евгеники. В отличие от воспитательных воздействий родителей, их решения, касающиеся биологической природы ребёнка, необратимы, не поддаются последующей ревизии и преодолению с его стороны. Генетическое вмешательство касается не только возможности личности быть самою собой, «мешая ей тем самым непредвзято воспринимать себя как единственного автора собственной жизни», но и способно внести асимметрию в межличностные отношения: положение, когда один человек определяет устройство генома другого, ставит под вопрос прежде несомненое равенство автономно и свободно принимающих решения личностей. Хабермас делает вывод, что «в рамках демократически конституированного плюралистического общества, в котором каждому гражданину на основании автономного образа жизни полагаются равные права, практика улучшающей евгеники не может быть легитимирована, потому что селекция желательных предрасположенностей априори не свободна от заранее принимаемого решения относительно определенных жизненных планов» будущей личности.
§ 7. Пионеры самоинструментализации вида? Перспективы и опасности либеральной евгеники вызывают сегодня обеспокоенность и напряжённое обсуждение моральных проблем, связанных с уже доступными средствами биотехнологии: преимплантационной диагностикой (нацеленной на исключение передачи наследственных заболеваний) и исследованием эмбрионов в потребительских целях (использованием стволовых клеток для искусственного выращивания тканей).
Постскриптум. В заключение Хабермас рассматривает некоторые возражения против высказанных им в работе взглядов. «Первое возражение направлено фронтально против причинной связи между практиками улучшающей евгеники и опосредованного „чужого влияния“ на будущую личность. Второе возражение направлено против предубежденного избрания в качестве типичного примера случая частичного изменения качеств, не затрагивающего идентичность подвергающегося генетическому вмешательству существа. Третье возражение фиксирует сомнение в предпосылках постметафизического мышления и рекомендует в качестве альтернативы перестройку „оснований морали с позиции этики вида“ на прочном онтологическом фундаменте. Наконец, я затрагиваю вопрос о том, позволяют ли аргументы против евгенической практики, не являющиеся в настоящий момент предметом дискуссии, делать в актуальных спорах вокруг преимплантационной диагностики и исследований эмбрионов с потребительскими целями имеющие силу выводы».

## Издания
- Habermas J. Die Zukunft der menschlichen Natur. Auf dem Weg zu einer liberalen Eugenik? Frankfurt am Main: Suhrkamp, 2001.
- Хабермас Ю. Будущее человеческой природы. На пути к либеральной евгенике = Die Zukunft der menschlichen Natur. Auf dem Weg zu einer liberalen Eugenik? Glauben und Wissen. — М.: Весь Мир, 2002. — 144 с. — ISBN 978-5-7777-0171-X.